# Clairmont (Alberta)
Clairmont ist eine politisch unselbständige Siedlung im Westen von Alberta, Kanada, mit dem Status eines Weilers (englisch Hamlet). Die Siedlung liegt in der Region Zentral-Alberta, unmittelbar nördlich von Grand Prairie, an der Kreuzung des Alberta Highway 2 mit den Alberta Highway 43, im Peace River Country. 
In Clairmont hat der Verwaltungsbezirk („Municipal District“) Grande Prairie No. 1 seinen Verwaltungssitz.
Der Zensus im Jahr 2016 ergab für die Ansiedlung eine Bevölkerungszahl von 1922 Einwohnern, nachdem der Zensus im Jahr 2011 für die Siedlung noch eine Bevölkerungszahl von nur 1789 Einwohnern ergeben hatte. Die Bevölkerung hat damit im Vergleich zum letzten Zensus im Jahr 2011 leicht unterdurchschnittlich um 7,4 % zugenommen, während der Provinzdurchschnitt bei einer Bevölkerungszunahme von 11,6 % lag.